# Росс (округ, Огайо)
Шаблон:StateAbbr_ 39°20′ пн. ш. 83°04′ зх. д. / 39.33° пн. ш. 83.06° зх. д.
Округ  Росс (англ. Ross County) — округ (графство) у штаті  Огайо, США. Ідентифікатор округу 39141.

## Історія
Округ утворений 1798 року.

## Демографія
За даними перепису 
2000 року 
загальне населення округу становило 73345 осіб, зокрема міського населення було 30594, а сільського — 42751.
Серед мешканців округу чоловіків було 38141, а жінок — 35204. В окрузі було 27136 домогосподарств, 19174 родин, які мешкали в 29461 будинках.
Середній розмір родини становив 2,97.
Віковий розподіл населення поданий у таблиці:
| Стать    | До 15 років | 15-21 | 22-29 | 30-39 | 40-49 | 50-65 | 65-85 | Понад 85 |
| -------- | ----------- | ----- | ----- | ----- | ----- | ----- | ----- | -------- |
| Чоловіки | 7384        | 3640  | 4399  | 6414  | 6606  | 6015  | 3411  | 272      |
| Жінки    | 7071        | 3097  | 3370  | 5176  | 5475  | 5770  | 4533  | 712      |

## Суміжні округи
- Пікавей — північ
- Гокінг — північний схід
- Вінтон —  схід
- Джексон — південний схід
- Пайк — південь
- Гайленд — південний захід
- Файєтт — північний захід

## Виноски
1. ↑  US Decennial Census. US Census Bureau. Архів оригіналу за 26 квітня 2015. Процитовано 10 лютого 2015.
2. ↑  Historical Census Browser. University of Virginia Library. Архів оригіналу за 11 серпня 2012. Процитовано 10 лютого 2015.
3. ↑  Forstall, Richard L., ред. (27 березня 1995). Population of Counties by Decennial Census: 1900 to 1990. US Census Bureau. Архів оригіналу за 14 лютого 2015. Процитовано 10 лютого 2015.
4. ↑  Census 2000 PHC-T-4. Ranking Tables for Counties: 1990 and 2000 (PDF). US Census Bureau. 2 квітня 2001. Архів оригіналу (PDF) за 18 грудня 2014. Процитовано 10 лютого 2015.
5. ↑  State & County QuickFacts. Бюро перепису населення США. Архів оригіналу за 28 лютого 2016. Процитовано 10 лютого 2015.(англ.) Наведено за англійською вікіпедією.
6. ↑  American FactFinder. Бюро перепису населення США. Архів оригіналу за 26 лютого 2012. Процитовано 31 січня 2008.

| США | Це незавершена стаття з географії США. Ви можете допомогти проєкту, виправивши або дописавши її. |